# Prélature territoriale d'Aiquile
La prélature territoriale d'Aiquile (en latin : Praelatura Territorialis Corocorensis ; en espagnol : Prelatura territorial de Aiquile) est une prélature territoriale de l'Église catholique en Bolivie, suffragante de l'archidiocèse de Cochabamba.

## Territoire

Prélature territoriale d'Aiquile

Il comprend les trois provinces de Narciso Campero, Mizque, Carrasco et une partie de la province de Tiraque du département de Cochabamba. L'autre partie de ce département est géré par l'archidiocèse de Cochabamba dont Aiquile est suffragante.
Son territoire est d'une superficie de 23 325 km divisé en 14 paroisses. L'évêché est dans la ville d'Aiquile où se trouve la cathédrale saint Pierre et de la Vierge de la Candelaria.

## Histoire
La prélature territoriale est érigé le 11 décembre 1961 par la constitution apostolique Cum venerabilis Frater du pape Jean XXIII en prenant sur une partie du territoire du diocèse de Cochabamba (aujourd'hui archidiocèse de Cochabamba).
Nommé suffragant de l'archidiocèse de Sucre lors de sa création, il intègre la province ecclésiastique de Cochabamba le 30 juillet 1975.

## Prélats
- Jacinto Eccher, O.F.M (16 décembre 1961 - 22 novembre 1986)
- Adalberto Arturo Rosat, O.F.M (22 novembre 1986 - 25 mars 2009)
- Jorge Herbas Balderrama, O.F.M (25 mars 2009 - )